# مصر في الألعاب الأولمبية الصيفية 2012
شاركت مصر في الألعاب الأولمبية الصيفية 2012، لندن، المملكة المتحدة، في الفترة من 27 يوليو - 12 أغسطس 2012، ب 113 رياضي في 19 رياضة.

## أصحاب الميداليات
| الميدالية | اسم                   | الرياضة          | الحدث                 | موعد     |
| --------- | --------------------- | ---------------- | --------------------- | -------- |
| فضية      | علاء الدين أبو القاسم | مبارزة سيف الشيش | فردي الشيش            | 31 يوليو |
| فضية      | عبير عبد الرحمن       | رفع أثقال        | سيدات وزن 75 كجم      | 3 اغسطس  |
| فضية      | كرم جابر              | المصارعة         | 84 كجم مصارعة رومانية | 6 اغسطس  |
| برونزية   | طارق يحيى             | رفع أثقال        | رجال وزن 85 كجم       | 3 اغسطس  |

## والسهم
| اللاعب     | المنافسة                  | الدور الترتيبي | الدور الترتيبي | دور ال 64                  | دور ال 32                        | دور ال 16 | ربع النهائي | نصف النهائي | النهائي  | النهائي  |
| اللاعب     | المنافسة                  | النقاط         | التصنيف        | النقاط                     | النقاط                           | النقاط    | النقاط      | النقاط      | النقاط   | الترتيب  |
| ---------- | ------------------------- | -------------- | -------------- | -------------------------- | -------------------------------- | --------- | ----------- | ----------- | -------- | -------- |
| أحمد النمر | فردى الرجال [الإنجليزية]  | 644            | 57             | دوناس (8) (كندا) فاز 6-2   | وي (40) (تايبيه الصينية) خسر 2-6 | لم يتأهل  | لم يتأهل    | لم يتأهل    | لم يتأهل | لم يتأهل |
| ندا كمال   | فردى السيدات [الإنجليزية] | 611            | 56             | بيروفا (9) (روسيا) خسر 0-6 | لم يتأهل                         | لم يتأهل  | لم يتأهل    | لم يتأهل    | لم يتأهل | لم يتأهل |

## القوى
رجال
منافسات العدو
| اللاعب     | المنافسة | الدور التأهيلي | الدور التأهيلي | ربع النهائي | ربع النهائي | نصف النهائي | نصف النهائي | النهائي  | النهائي  |
| اللاعب     | المنافسة | الزمن          | الترتيب        | الزمن       | الترتيب     | الزمن       | الترتيب     | الزمن    | الترتيب  |
| ---------- | -------- | -------------- | -------------- | ----------- | ----------- | ----------- | ----------- | -------- | -------- |
| محمد حمادة | 800 متر  | 1:48.05        | 1 (تأهل)       | —           | —           | 1:48.18     | 8           | لم يتأهل | لم يتأهل |
| عمرو سعود  | 100 متر  | BYE            | BYE            | 10.22       | 4           | لم يتأهل    | لم يتأهل    | لم يتأهل | لم يتأهل |
| عمرو سعود  | 200 متر  | 20.81          | 4              | —           | —           | لم يتأهل    | لم يتأهل    | لم يتأهل | لم يتأهل |

منافسات الميدان
| اللاعب           | المنافسة    | التصفيات | التصفيات | النهائي  | النهائي  |
| اللاعب           | المنافسة    | المسافة  | الترتيب  | المسافة  | الترتيب  |
| ---------------- | ----------- | -------- | -------- | -------- | -------- |
| عمر الغزالي      | رمي القرص   | 60.26    | 26       | لم يتأهل | لم يتأهل |
| محمد فتح الله    | قفز طولي    | 7.08     | 37       | لم يتأهل | لم يتأهل |
| مصطفى الجمل      | رمي المطرقة | 71.36    | 30       | لم يتأهل | لم يتأهل |
| إيهاب عبد الرحمن | رمى الرمح   | 77.35    | 29       | لم يتأهل | لم يتأهل |

سيدات
منافسات العدو
| اللاعبة    | المنافسة             | المجموعة | المجموعة | نصف النهائي | نصف النهائي | النهائي  | النهائي  |
| اللاعبة    | المنافسة             | النتيجة  | المركز   | النتيجة     | المركز      | النتيجة  | المركز   |
| ---------- | -------------------- | -------- | -------- | ----------- | ----------- | -------- | -------- |
| نورا السيد | 800 متر [الإنجليزية] | لم تبدأ  | لم تبدأ  | لم تتأهل    | لم تتأهل    | لم تتأهل | لم تتأهل |

## الريشة الطائرة
| اللاعبة    | المنافسة     | دور المجموعات             | دور المجموعات           | دور المجموعات      | دور المجموعات | الوداع             | ربع النهائي        | نصف النهائي        | النهائي            | النهائي  |
| اللاعبة    | المنافسة     | النتيجة مع المنافس        | النتيجة مع المنافس      | النتيجة مع المنافس | الترتيب       | النتيجة مع المنافس | النتيجة مع المنافس | النتيجة مع المنافس | النتيجة مع المنافس | الترتيب  |
| ---------- | ------------ | ------------------------- | ----------------------- | ------------------ | ------------- | ------------------ | ------------------ | ------------------ | ------------------ | -------- |
| هادية حسني | فردى السيدات | هونجيانج (فرنسا) خسرت 0-2 | كلوي (أيرلندا) خسرت 0-2 | —                  | 3             | لم تتأهل           | لم تتأهل           | لم تتأهل           | لم تتأهل           | لم تتأهل |

## الملاكمة
رجال
| اللاعب         | المنافسة                    | دور ال 32                        | دور ال 16                     | ربع النهائي | نصف النهائي | النهائي  | النهائي  |
| اللاعب         | المنافسة                    | النتيجة                          | النتيجة                       | النتيجة     | النتيجة     | النتيجة  | الترتيب  |
| -------------- | --------------------------- | -------------------------------- | ----------------------------- | ----------- | ----------- | -------- | -------- |
| رامى حلمي      | وزن خفيف الذبابة            | BYE                              | بهليفان (تركيا) خسر 6-20      | لم يتأهل    | لم يتأهل    | لم يتأهل | لم يتأهل |
| هشام عبد العال | وزن الذبابة [الإنجليزية]    | غيشارو (كينيا) فاز 19-16         | لاتيبوف (أوزبكستان) خسر 11-21 | لم يتأهل    | لم يتأهل    | لم يتأهل | لم يتأهل |
| محمد عليوة     | وزن الخفيف [الإنجليزية]     | سونشول (كوريا الجنوبية) خسر 6-11 | لم يتأهل                      | لم يتأهل    | لم يتأهل    | لم يتأهل | لم يتأهل |
| إسلام الجندي   | وزن خفيف الوسط [الإنجليزية] | كاتي (المجر) خسر 10-16           | لم يتأهل                      | لم يتأهل    | لم يتأهل    | لم يتأهل | لم يتأهل |
| محمد هيكل      | وزن الوسط [الإنجليزية]      | ماجينيتوف (أذربيجان) خسر 12-20   | لم يتأهل                      | لم يتأهل    | لم يتأهل    | لم يتأهل | لم يتأهل |

## الكانوى
| اللاعب       | المنافسة                      | الدور التأهيلي | الدور التأهيلي | نصف النهائي | نصف النهائي | النهائي  | النهائي  |
| اللاعب       | المنافسة                      | الزمن          | الترتيب        | الزمن       | الترتيب     | الزمن    | الترتيب  |
| ------------ | ----------------------------- | -------------- | -------------- | ----------- | ----------- | -------- | -------- |
| مصطفى السعيد | رجال 200 متر K-1 [الإنجليزية] | 40.507         | 7              | لم يتأهل    | لم يتأهل    | لم يتأهل | لم يتأهل |
| مصطفى السعيد | رجال 100 متر K-1              | 4:09.651       | 7              | لم يتأهل    | لم يتأهل    | لم يتأهل | لم يتأهل |

## الفروسية

### القفز
| اللاعب      | الحصان | المنافسة          | التصفيات | التصفيات  | التصفيات | التصفيات     | التصفيات | التصفيات | التصفيات     | التصفيات | النهائي  | النهائي  | النهائي  | النهائي      | النهائي  | المجموع | المجموع |
| اللاعب      | الحصان | المنافسة          | الجولة 1 | الجولة 1  | الجولة 2 | الجولة 2     | الجولة 2 | الجولة 3 | الجولة 3     | الجولة 3 | الجولة أ | الجولة أ | الجولة ب | الجولة ب     | الجولة ب | المجموع | المجموع |
| اللاعب      | الحصان | المنافسة          | الأخطاء  | الترتيب   | الأخطاء  | مجموع النقاط | الترتيب  | الأخطاء  | مجموع النقاط | الترتيب  | الأخطاء  | الترتيب  | الأخطاء  | مجموع النقاط | الترتيب  | الأخطاء | الترتيب |
| ----------- | ------ | ----------------- | -------- | --------- | -------- | ------------ | -------- | -------- | ------------ | -------- | -------- | -------- | -------- | ------------ | -------- | ------- | ------- |
| كريم الزغبي |        | فردى [الإنجليزية] | 5        | 53 (تأهل) | 5        | 10           | 51       | لم يتأهل | لم يتأهل     | لم يتأهل | لم يتأهل | لم يتأهل | لم يتأهل | لم يتأهل     | لم يتأهل | 10      | 51      |

## المبارزة
رجال
| اللاعب                                    | المنافسة                       | دور ال 64               | دور ال 32                        | دور ال 16                 | ربع النهائي                | نصف النهائي                    | النهائي                | النهائي  |
| اللاعب                                    | المنافسة                       | النتيجة                 | النتيجة                          | النتيجة                   | النتيجة                    | النتيجة                        | النتيجة                | الترتيب  |
| ----------------------------------------- | ------------------------------ | ----------------------- | -------------------------------- | ------------------------- | -------------------------- | ------------------------------ | ---------------------- | -------- |
| أيمن محمد فايز                            | فردى سيف المبارزة [الإنجليزية] | BYE                     | ليماردو (فنزويلا) خصر 13-15      | لم يتأهل                  | لم يتأهل                   | لم يتأهل                       | لم يتأهل               | لم يتأهل |
| علاء الدين أبو القاسم                     | فردى الشيش [الإنجليزية]        | BYE                     | شاميلي-واستون (أمريكا) فاز 15-10 | جوبيش (ألمانيا) فاز 15-10 | كاسارا (إيطاليا) فاز 15-10 | شوي (كوريا الجنوبية) فاز 15-12 | شينج (الصين) خسر 13-15 |          |
| طارق فؤاد                                 | فردى الشيش [الإنجليزية]        | محمود (مصر) فاز 15-5    | شيمينسيوف (روسيا) خسر 8-15       | لم يتأهل                  | لم يتأهل                   | لم يتأهل                       | لم يتأهل               | لم يتأهل |
| أنس محمود                                 | فردى الشيش [الإنجليزية]        | فؤاد (مصر) خسر 5-15     | لم يتأهل                         | لم يتأهل                  | لم يتأهل                   | لم يتأهل                       | لم يتأهل               | لم يتأهل |
| علاء الدين أبو القاسم طارق فؤاد أنس محمود | سلاح الشيش فرق [الإنجليزية]    | —                       | —                                | —                         | بريطانيا خسر 33-45         | لم يتأهل                       | لم يتأهل               | لم يتأهل |
| مناد غازي                                 | فردى السيف [الإنجليزية]        | كين (ماليزيا) خسر 12-15 | لم يتأهل                         | لم يتأهل                  | لم يتأهل                   | لم يتأهل                       | لم يتأهل               | لم يتأهل |

سيدات
| اللاعبة                               | المنافسة                     | دور ال 64                          | دور ال 32                | دور ال 16 | ربع النهائي        | نصف النهائي | النهائي  | النهائي  |
| اللاعبة                               | المنافسة                     | النتيجة                            | النتيجة                  | النتيجة   | النتيجة            | النتيجة     | النتيجة  | الترتيب  |
| ------------------------------------- | ---------------------------- | ---------------------------------- | ------------------------ | --------- | ------------------ | ----------- | -------- | -------- |
| منى عبد العزيز                        | فردى سيف مبارزة [الإنجليزية] | تنج سو (تايبيه الصينية) خسرت 10-15 | لم تتأهل                 | لم تتأهل  | لم تتأهل           | لم تتأهل    | لم تتأهل | لم تتأهل |
| إيمان الجمال                          | فردى الشيش [الإنجليزية]      | فينمايور (فنزويلا) خسرت 9-15       | لم تتأهل                 | لم تتأهل  | لم تتأهل           | لم تتأهل    | لم تتأهل | لم تتأهل |
| شيماء الجمال                          | فردى الشيش [الإنجليزية]      | شايتو (لبنان) خسرت 6-7             | لم تتأهل                 | لم تتأهل  | لم تتأهل           | لم تتأهل    | لم تتأهل | لم تتأهل |
| إيمان شعبان                           | فردى الشيش [الإنجليزية]      | BYE                                | أستريد (فرنسا) خسرت 15-2 | لم تتأهل  | لم تتأهل           | لم تتأهل    | لم تتأهل | لم تتأهل |
| إيمان الجمال شيماء الجمال إيمان شعبان | سلاح الشيش فرق [الإنجليزية]  | —                                  | —                        | —         | بريطانيا خسر 34-45 | لم يتأهل    | لم يتأهل | لم يتأهل |
| سلمى زين                              | فردى السيف [الإنجليزية]      | ونزياك (أمريكا) خسرت 6-15          | لم تتأهل                 | لم تتأهل  | لم تتأهل           | لم تتأهل    | لم تتأهل | لم تتأهل |

## كرة القدم

### رجال
- مدرب:  هاني رمزي
- اللاعبون

| الرقم | المركز | اللاعب           | تاريخ الميلاد (العمر)         | لعب | سجل | النادي          |
| ----- | ------ | ---------------- | ----------------------------- | --- | --- | --------------- |
| 1     | حارس   | أحمد الشناوي     | 14 مايو 1991 (العمر 21 سنة)   |     |     | المصري          |
| 2     | دفاع   | محمود علاء       | 1 يناير 1991 (العمر 21 سنة)   |     |     | حرس الحدود      |
| 3     | دفاع   | علي فتحي         | 2 يناير 1992 (العمر 20 سنة)   |     |     | المقاولون العرب |
| 4     | دفاع   | عمر جابر         | 30 يناير 1992 (العمر 20 سنة)  |     |     | الزمالك         |
| 5     | وسط    | محمد أبو تريكة * | 7 نوفمبر 1978 (العمر 33 سنة)  |     |     | الأهلي          |
| 6     | دفاع   | أحمد حجازي       | 25 يناير 1991 (العمر 21 سنة)  |     |     | فيورنتينا       |
| 7     | دفاع   | أحمد فتحي *      | 10 نوفمبر 1984 (العمر 27 سنة) |     |     | الأهلي          |
| 8     | وسط    | شهاب الدين أحمد  | 22 أغسطس 1990 (العمر 21 سنة)  |     |     | الأهلي          |
| 9     | هجوم   | مروان محسن       | 26 فبراير 1989 (العمر 23 سنة) |     |     | بتروجيت         |
| 10    | هجوم   | عماد متعب *      | 20 فبراير 1983 (العمر 29 سنة) |     |     | الأهلي          |
| 11    | هجوم   | محمد صلاح        | 15 يونيو 1992 (العمر 20 سنة)  |     |     | بازل            |
| 12    | دفاع   | إسلام رمضان      | 1 نوفمبر 1990 (العمر 21 سنة)  |     |     | حرس الحدود      |
| 13    | وسط    | صالح جمعة        | 1 أغسطس 1993 (العمر 18 سنة)   |     |     | إنبي            |
| 14    | وسط    | حسام حسن         | 30 أبريل 1989 (العمر 23 سنة)  |     |     | المصري          |
| 15    | دفاع   | سعد سمير         | 1 أبريل 1989 (العمر 23 سنة)   |     |     | الأهلي          |
| 16    | هجوم   | أحمد مجدي        | 9 ديسمبر 1989 (العمر 22 سنة)  |     |     | غزل المحلة      |
| 17    | وسط    | محمد النني       | 11 يوليو 1992 (العمر 20 سنة)  |     |     | المقاولون العرب |
| 18    | حارس   | محمد بسام        | 25 ديسمبر 1990 (العمر 21 سنة) |     |     | طلائع الجيش     |

|}
علامة (*) معناها أن اللاعب فوق السن.
- المباريات

ينافس منتخب مصر في المجموعة الثالثة مغ منتخبات البرازيل وبيلاروسيا ونيوزيلندا.
المجموعة الثالثة
| فريق      | نقاط | فرق | عليه | له | خ | ت | ف | لعب |
| --------- | ---- | --- | ---- | -- | - | - | - | --- |
| البرازيل  | 9    | 6+  | 3    | 9  | 0 | 0 | 3 | 3   |
| مصر       | 4    | 1+  | 5    | 6  | 1 | 1 | 1 | 3   |
| بيلاروس   | 3    | 3−  | 6    | 3  | 2 | 0 | 1 | 3   |
| نيوزيلندا | 1    | 4−  | 5    | 1  | 2 | 1 | 0 | 3   |

مباريات المجموعة
| البرازيل                             | 3 – 2 | مصر                      |
| ------------------------------------ | ----- | ------------------------ |
| رافاييل 16' · دامياو 26' · نيمار 30' | تقرير | أبو تريكة 52' · صلاح 76' |

| مصر      | 1 – 1 | نيوزيلندا |
| -------- | ----- | --------- |
| صلاح 40' | تقرير | وود 17'   |

| مصر                                 | 3 – 1 | بيلاروس      |
| ----------------------------------- | ----- | ------------ |
| صلاح 56' · محسن 73' · أبو تريكة 79' | تقرير | فارانكوف 87' |

مباراة ربع النهائي
| اليابان                            | 3 – 0 | مصر |
| ---------------------------------- | ----- | --- |
| ناغاي 14' · يوشيدا 78' · أوتسو 83' | تقرير |     |

## الجمباز

### الفنى
رجال
| اللاعب     | المنافسة      | التصفيات | التصفيات   | التصفيات | التصفيات   | التصفيات          | التصفيات        | التصفيات | التصفيات | النهائي  | النهائي    | النهائي  | النهائي    | النهائي           | النهائي         | النهائي  | النهائي  |
| اللاعب     | المنافسة      | الجهاز   | الجهاز     | الجهاز   | الجهاز     | الجهاز            | الجهاز          | الإجمالي | المركز   | الجهاز   | الجهاز     | الجهاز   | الجهاز     | الجهاز            | الجهاز          | الإجمالي | المركز   |
| اللاعب     | المنافسة      | الارضى   | حصان الحلق | الحلق    | منصة القفز | العوارض المتوازية | العارضة الأفقية | الإجمالي | المركز   | الارضى   | حصان الحلق | الحلق    | منصة القفز | العوارض المتوازية | العارضة الأفقية | الإجمالي | المركز   |
| ---------- | ------------- | -------- | ---------- | -------- | ---------- | ----------------- | --------------- | -------- | -------- | -------- | ---------- | -------- | ---------- | ----------------- | --------------- | -------- | -------- |
| محمد سحرتي | جميع الأجهزة ‏ | 13.900   | 12.600     | 13.566   | 15.466     | 13.400            | 13.666          | 82.598   | 37       | لم يتأهل | لم يتأهل   | لم يتأهل | لم يتأهل   | لم يتأهل          | لم يتأهل        | لم يتأهل | لم يتأهل |

سيدات
| اللاعبة      | المنافسة                                                          | الجهاز | الجهاز     | الجهاز            | الجهاز        | التصفيات | التصفيات | الجهاز | الجهاز     | الجهاز            | الجهاز        | النهائى | النهائى |
| اللاعبة      | المنافسة                                                          | الارضى | منصة القفز | العوارض المتخالفة | عارضة التوازن | المجموع  | الترتيب  | الارضى | منصة القفز | العوارض المتخالفة | عارضة التوازن | المجموع | الترتيب |
| ------------ | ----------------------------------------------------------------- | ------ | ---------- | ----------------- | ------------- | -------- | -------- | ------ | ---------- | ----------------- | ------------- | ------- | ------- |
| سلمى السعيد  | الجمباز في الألعاب الأولمبية الصيفية 2012 – فردي فني شامل للسيدات |        |            |                   |               |          |          |        |            |                   |               |         |         |
| شيرين الزيني | الجمباز في الألعاب الأولمبية الصيفية 2012 – فردي فني شامل للسيدات |        |            |                   |               |          |          |        |            |                   |               |         |         |

### الايقاعى
| اللاعبة     | المنافسة | التصفيات | التصفيات | التصفيات | التصفيات | التصفيات | التصفيات | النهائى | النهائى | النهائى | النهائى | النهائى  | النهائى |
| اللاعبة     | المنافسة | السوط    | الكرة    | الحبل    | الشريط   | المجموع  | الترتيب  | السوط   | الكرة   | الحبل   | الشريط  | المجموعl | الترتيب |
| ----------- | -------- | -------- | -------- | -------- | -------- | -------- | -------- | ------- | ------- | ------- | ------- | -------- | ------- |
| ياسمين رستم | فردى     |          |          |          |          |          |          |         |         |         |         |          |         |

## الجودو
رجال
| اللاعب        | المنافسة              | دور ال 64 | دور ال 32                         | دور ال 16                       | ربع النهائي | نصف النهائي | الترضية 1 | الترضية 2 | النهائي  | النهائي  |
| اللاعب        | المنافسة              | النتيجة   | النتيجة                           | النتيجة                         | النتيجة     | النتيجة     | النتيجة   | النتيجة   | النتيجة  | الترتيب  |
| ------------- | --------------------- | --------- | --------------------------------- | ------------------------------- | ----------- | ----------- | --------- | --------- | -------- | -------- |
| أحمد عوض      | -66 كغم [الإنجليزية]  | BYE       | الدري (الإمارات) فاز 0101–0001    | كريموف (أذربيجان) خسر 0000–0002 | لم يتأهل    | لم يتأهل    | لم يتأهل  | لم يتأهل  | لم يتأهل | لم يتأهل |
| حسين حفيظ     | -73 كغم [الإنجليزية]  | BYE       | موريللو (كوستاريكا) فاز 0020-0003 | ليغراند (فرنسا) خسر 0104-0100   | لم يتأهل    | لم يتأهل    | لم يتأهل  | لم يتأهل  | لم يتأهل | لم يتأهل |
| هشام مصباح    | -90 كغم [الإنجليزية]  | —         |                                   |                                 |             |             |           |           |          |          |
| رمضان درويش   | -100 كغم [الإنجليزية] | —         |                                   |                                 |             |             |           |           |          |          |
| إسلام الشهابى | +100 كغم [الإنجليزية] | —         |                                   |                                 |             |             |           |           |          |          |

## الخماسى الحديث
| اللاعب       | المنافسة           | المبارزة (الايبه) | المبارزة (الايبه) | المبارزة (الايبه) | السباحة (200 متر حرة) | السباحة (200 متر حرة) | السباحة (200 متر حرة) | الفروسية (القفز) | الفروسية (القفز) | الفروسية (القفز) | الرماية/الجرى (10 متر مسدس هواء)/(3000 متر) | الرماية/الجرى (10 متر مسدس هواء)/(3000 متر) | الرماية/الجرى (10 متر مسدس هواء)/(3000 متر) | الرماية/الجرى (10 متر مسدس هواء)/(3000 متر) | المجموع الكلى | الترتيب النهائى |
| اللاعب       | المنافسة           | النتيجة           | الترتيب           | نقاط مضافة        | الزمن                 | الترتيب               | نقاط مضافة            | النقاط المخصومة  | الترتيب          | نقاط مضافة       | ترتيب الرماية                               | الزمن                                       | الترتيب                                     | نقاط مضافة                                  | المجموع الكلى | الترتيب النهائى |
| ------------ | ------------------ | ----------------- | ----------------- | ----------------- | --------------------- | --------------------- | --------------------- | ---------------- | ---------------- | ---------------- | ------------------------------------------- | ------------------------------------------- | ------------------------------------------- | ------------------------------------------- | ------------- | --------------- |
| ياسر حفنى    | رجال [الإنجليزية]  |                   |                   |                   |                       |                       |                       |                  |                  |                  |                                             |                                             |                                             |                                             |               |                 |
| عمرو الجزيرى | رجال [الإنجليزية]  |                   |                   |                   |                       |                       |                       |                  |                  |                  |                                             |                                             |                                             |                                             |               |                 |
| اية مدنى     | سيدات [الإنجليزية] |                   |                   |                   |                       |                       |                       |                  |                  |                  |                                             |                                             |                                             |                                             |               |                 |

## التجديف
رجال
| اللاعب                | المنافسة                     | التصفيات | التصفيات | الترضية | الترضية | ربع النهائي | ربع النهائي | نصف النهائي | نصف النهائي | النهائي | النهائي |
| اللاعب                | المنافسة                     | الزمن    | الترتيب  | الزمن   | الترتيب | الزمن       | الترتيب     | الزمن       | الترتيب     | الزمن   | الترتيب |
| --------------------- | ---------------------------- | -------- | -------- | ------- | ------- | ----------- | ----------- | ----------- | ----------- | ------- | ------- |
| نور الدين محمد        | فردى اسكيف [الإنجليزية]      | 7:06.17  | 3        | —       | —       |             |             |             |             |         |         |
| عمر الصباحى محمد نوفل | زوجى خفيف الوزن [الإنجليزية] |          |          |         |         | —           | —           |             |             |         |         |

سيدات
| اللاعبة              | المنافسة                     | التصفيات | التصفيات | الترضية | الترضية | ربع النهائى | ربع النهائى | نصف النهائى | نصف النهائى | النهائى | النهائى |
| اللاعبة              | المنافسة                     | الزمن    | الترتيب  | الزمن   | الترتيب | الزمن       | الترتيب     | الزمن       | الترتيب     | الزمن   | الترتيب |
| -------------------- | ---------------------------- | -------- | -------- | ------- | ------- | ----------- | ----------- | ----------- | ----------- | ------- | ------- |
| سارة اشرف فاطمة راشد | زوجى خفيف الوزن [الإنجليزية] |          |          |         |         | —           | —           |             |             |         |         |

## الشراع
رجال
| اللاعب   | المنافسة | السباق | السباق | السباق | السباق | السباق | السباق | السباق | السباق | السباق | السباق | السباق | مجموع النقاط | الترتيب النهائى |
| اللاعب   | المنافسة | 1      | 2      | 3      | 4      | 5      | 6      | 7      | 8      | 9      | 10     | M*     | مجموع النقاط | الترتيب النهائى |
| -------- | -------- | ------ | ------ | ------ | ------ | ------ | ------ | ------ | ------ | ------ | ------ | ------ | ------------ | --------------- |
| احمد حبش | RS:X     |        |        |        |        |        |        |        |        |        |        |        |              |                 |

## الرماية
مقال تفصيلي: الرماية في الألعاب الأولمبية 2012
رجال
| اللاعب      | المنافسة           | التصفيات | التصفيات | النهائي  | النهائي  |
| اللاعب      | المنافسة           | النقاط   | الترتيب  | النقاط   | الترتيب  |
| ----------- | ------------------ | -------- | -------- | -------- | -------- |
| أمجد حسين   | 10 متر بندقية هواء | 591      | 29       | لم يتأهل | لم يتأهل |
| مصطفى حمدي  | الاسكيت            | 117      | 18       | لم يتأهل | لم يتأهل |
| عزمى محيلبة | الاسكيت            | 108      | 36       | لم يتأهل | لم يتأهل |
| كريم وجيه   | 10 متر مسدس هواء   | 566      | 38       | لم يتأهل | لم يتأهل |
| أحمد زاهر   | التراب             |          |          |          |          |

سيدات
| اللاعبة     | المنافسة           | التصفيات | التصفيات | النهائي  | النهائي  |
| اللاعبة     | المنافسة           | النقاط   | الترتيب  | النقاط   | الترتيب  |
| ----------- | ------------------ | -------- | -------- | -------- | -------- |
| نورهان عامر | 10 متر بندقية هواء | 391      | 41       | لم تتأهل | لم تتأهل |
| منى الهواري | الاسكيت            | 51       | 17       | لم تتأهل | لم تتأهل |

## السباحة
رجال
| اللاعب    | المنافسة                       | التصفيات | التصفيات | نصف الهائى | نصف الهائى | النهائى | النهائى |
| اللاعب    | المنافسة                       | الزمن    | الترتيب  | الزمن      | الترتيب    | الزمن   | الترتيب |
| --------- | ------------------------------ | -------- | -------- | ---------- | ---------- | ------- | ------- |
| مازن عزيز | 10 كم مياه مفتوحة [الإنجليزية] | —        | —        | —          | —          |         |         |
| شهاب يونس | 50 متر حرة [الإنجليزية]        |          |          |            |            |         |         |

سيدات
| اللاعب      | المنافسة                | التصفيات | التصفيات | نصف الهائى | نصف الهائى | النهائى | النهائى |
| اللاعب      | المنافسة                | الزمن    | الترتيب  | الزمن      | الترتيب    | الزمن   | الترتيب |
| ----------- | ----------------------- | -------- | -------- | ---------- | ---------- | ------- | ------- |
| فريدة عثمان | 50 متر حرة [الإنجليزية] | —        | —        | —          | —          |         |         |

## السباحة الايقاعية
| اللاعبة                                                                                          | المنافسة         | استعراض تكتيكى | استعراض تكتيكى | استعراض حر (أول) | استعراض حر (أول)      | استعراض حر (أول) | استعراض حر (اخير) | استعراض حر (اخير)     | استعراض حر (اخير) |
| اللاعبة                                                                                          | المنافسة         | النقاط         | الترتيب        | النقاط           | المجموع (تكتيكى + حر) | الترتيب          | النقاط            | المجموع (تكتيكى + حر) | الترتيب           |
| ------------------------------------------------------------------------------------------------ | ---------------- | -------------- | -------------- | ---------------- | --------------------- | ---------------- | ----------------- | --------------------- | ----------------- |
| ريم عبد العظيم داليا الجبالى                                                                     | زوجى             |                |                |                  |                       |                  |                   |                       |                   |
| ريم عبد العظيم سمر أسامة يمنى عمر نور الافندى داليا الجبالى اية درويش مى مسعد شذا نزيه مريم يحيى | فرق [الإنجليزية] |                |                | —                | —                     | —                |                   |                       |                   |

## تنس الطاولة
رجال
| اللاعب                        | المنافسة          | الدور التمهيدي | الدور 1                      | الدور 2                                 | الدور 3                    | الدور 4  | ربع النهائي | نصف النهائي | النهائي  | النهائي  |
| اللاعب                        | المنافسة          | النتيجة        | النتيجة                      | النتيجة                                 | النتيجة                    | النتيجة  | النتيجة     | النتيجة     | النتيجة  | الترتيب  |
| ----------------------------- | ----------------- | -------------- | ---------------------------- | --------------------------------------- | -------------------------- | -------- | ----------- | ----------- | -------- | -------- |
| عمر عسر                       | فردى [الإنجليزية] | BYE            | زهومدينكو (أوكرانيا) فاز 4-1 | باناجيوتيس (اليونان) خسر 0-4            | لم يتأهل                   | لم يتأهل | لم يتأهل    | لم يتأهل    | لم يتأهل | لم يتأهل |
| السيد لاشين                   | فردى [الإنجليزية] | BYE            | جيريل (السويد) فاز 4-3       | بريموراك [الإنجليزية] (كرواتيا) فاز 4-3 | ميزوتاني (اليابان) خسر 1–4 | لم يتأهل | لم يتأهل    | لم يتأهل    | لم يتأهل | لم يتأهل |
| عمر عسر السيد لاشين أحمد صالح | فرق [الإنجليزية]  | —              | —                            | —                                       | —                          |          |             |             |          |          |

سيدات
| اللاعبة                           | المنافسة          | الدور التمهيدى          | الدور 1                  | الدور 2                  | الدور 3  | الدور 4  | ربع النهائي | نصف النهائي | النهائي  | النهائي  |
| اللاعبة                           | المنافسة          | النتيجة                 | النتيجة                  | النتيجة                  | النتيجة  | النتيجة  | النتيجة     | النتيجة     | النتيجة  | الترتيب  |
| --------------------------------- | ----------------- | ----------------------- | ------------------------ | ------------------------ | -------- | -------- | ----------- | ----------- | -------- | -------- |
| نادين الدولتلي                    | فردى [الإنجليزية] | BYE                     | سكوف (الدنمارك) خسرت 0-4 | لم تتأهل                 | لم تتأهل | لم تتأهل | لم تتأهل    | لم تتأهل    | لم تتأهل | لم تتأهل |
| دينا مشرف                         | فردى [الإنجليزية] | يديم (نيجيريا) فازت 4-2 | نوسكوفا (روسيا) فازت 4-3 | سمارا (رومانيا) خسرت 1-4 | لم تتأهل | لم تتأهل | لم تتأهل    | لم تتأهل    | لم تتأهل | لم تتأهل |
| نادين الدولتلى رغد مجدى دينا مشرف | فرق [الإنجليزية]  | —                       | —                        | —                        | —        |          |             |             |          |          |

## التايكوندو
| اللاعب           | المنافسة                   | دور ال 16 | ربع النهائى | نصف النهائى | الترضية 1 | الترضية 2 | النهائى | النهائى |
| اللاعب           | المنافسة                   | النتيجة   | النتيجة     | النتيجة     | النتيجة   | النتيجة   | النتيجة | الترتيب |
| ---------------- | -------------------------- | --------- | ----------- | ----------- | --------- | --------- | ------- | ------- |
| تامر صلاح        | -58 كغم رجال [الإنجليزية]  |           |             |             |           |           |         |         |
| عبد الرحمن أسامة | -80 كغم رجال [الإنجليزية]  |           |             |             |           |           |         |         |
| هداية مالك       | -57 كغم سيدات [الإنجليزية] |           |             |             |           |           |         |         |
| سهام الصوالحى    | -67 كغم سيدات [الإنجليزية] |           |             |             |           |           |         |         |

## رفع الاثقال

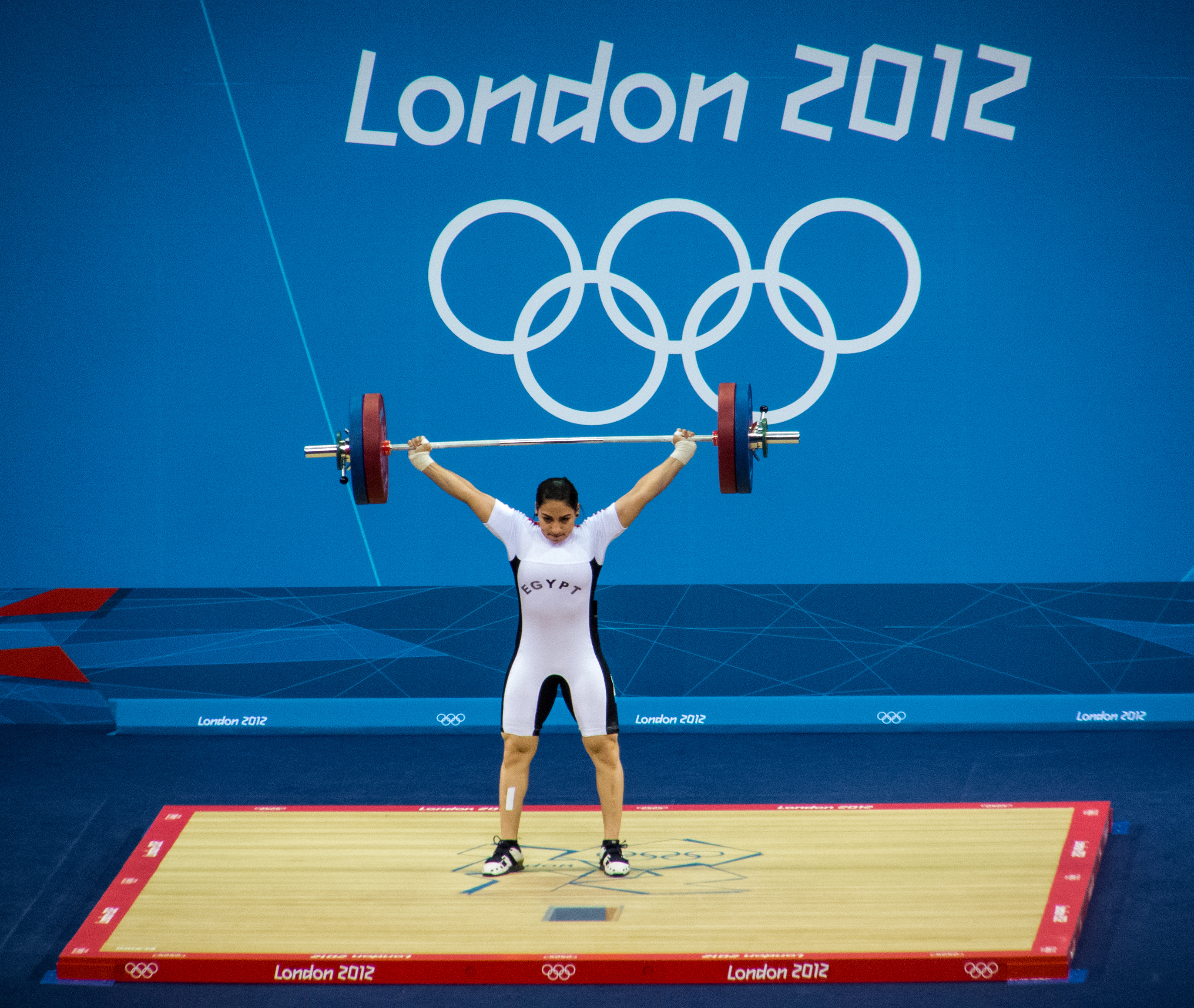
عبير عبد الرحمن أثناء مشاركتها في أولمبياد لندن 2012.

رجال
| اللاعب          | المنافسة             | الرفع   | الرفع   | النتر   | النتر   | المجموع | الترتيب |
| اللاعب          | المنافسة             | النتيجة | الترتيب | النتيجة | الترتيب | المجموع | الترتيب |
| --------------- | -------------------- | ------- | ------- | ------- | ------- | ------- | ------- |
| أحمد سعد        | -62 كغم [الإنجليزية] | 130     | 9       | 162     | 9       | 292     | 9       |
| محمد عبد الباقي | -69 كغم [الإنجليزية] | 145     | 6       | 171     | 11      | 316     | 10      |
| إبراهيم رمضان   | -77 كغم [الإنجليزية] | 155     | 5       | 192     | 3       | 347     | 5       |
| رجب عبد الحي    | -85 كغم [الإنجليزية] | 165     | 8       | 207     | 5       | 372     | 6       |
| طارق يحيى       | -85 كغم [الإنجليزية] | 165     | 7       | 210     | 2       | 375     |         |

سيدات
| اللاعبة         | المنافسة             | الرفع   | الرفع   | النتر   | النتر   | المجموع | الترتيب |
| اللاعبة         | المنافسة             | النتيجة | الترتيب | النتيجة | الترتيب | المجموع | الترتيب |
| --------------- | -------------------- | ------- | ------- | ------- | ------- | ------- | ------- |
| عصمت منصور      | -69 كغم [الإنجليزية] | 105     | 9       | 130     | 9       | 235     | 9       |
| عبير عبد الرحمن | -75 كغم [الإنجليزية] | 118     | 2       | 140     | 2       | 258     |         |
| نهلة رمضان      | +75 كغم [الإنجليزية] | 122     | 6       | 155     | 5       | 277     | 5       |

## المصارعة
مصارعة حرة رجال
| اللاعب          | المنافسة              | التصفيات | دور ال 16 | ربع النهائى | نصف النهائى | الترضية 1 | الترضية 2 | النهائى | النهائى |
| اللاعب          | المنافسة              | النتيجة  | النتيجة   | النتيجة     | النتيجة     | النتيجة   | النتيجة   | النتيجة | الترتيب |
| --------------- | --------------------- | -------- | --------- | ----------- | ----------- | --------- | --------- | ------- | ------- |
| إبراهيم فرج     | -55 كغم [الإنجليزية]  |          |           |             |             |           |           |         |         |
| حسن مدنى        | -60 كغم [الإنجليزية]  |          |           |             |             |           |           |         |         |
| عبده عمر        | -66 كغم [الإنجليزية]  |          |           |             |             |           |           |         |         |
| صالح عمارة      | -96 كغم ‏              |          |           |             |             |           |           |         |         |
| إسماعيل الدسوقى | -120 كغم [الإنجليزية] |          |           |             |             |           |           |         |         |

المصارعة الرومانية رجال
| اللاعب                 | المنافسة              | التصفيات | دور ال 16 | ربع النهائى | نصف النهائى | الترضية 1 | الترضية 2 | النهائى | النهائى |
| اللاعب                 | المنافسة              | النتيجة  | النتيجة   | النتيجة     | النتيجة     | النتيجة   | النتيجة   | النتيجة | الترتيب |
| ---------------------- | --------------------- | -------- | --------- | ----------- | ----------- | --------- | --------- | ------- | ------- |
| محمد أبو حليمة         | -55 كغم [الإنجليزية]  |          |           |             |             |           |           |         |         |
| سيد عبد المنعم         | -60 كغم [الإنجليزية]  |          |           |             |             |           |           |         |         |
| اشرف الغربالى          | -66 كغم [الإنجليزية]  |          |           |             |             |           |           |         |         |
| إسلام طلبة             | -74 كغم [الإنجليزية]  |          |           |             |             |           |           |         |         |
| كرم جابر               | -84 كغم [الإنجليزية]  |          |           |             |             |           |           |         |         |
| محمد عبد الفتاح (بوجى) | -96 كغم [الإنجليزية]  |          |           |             |             |           |           |         |         |
| عبد الرحمن الطرابيلى   | -120 كغم [الإنجليزية] |          |           |             |             |           |           |         |         |

مصارعة حرة سيدات
| اللاعبة  | المنافسة             | التصفيات          | دور ال 16 | ربع النهائى | نصف النهائى | الترضية 1 | الترضية 2 | النهائى  | النهائى  |          |
| اللاعبة  | المنافسة             | النتيجة           | النتيجة   | النتيجة     | النتيجة     | النتيجة   | النتيجة   | النتيجة  | الترتيب  |          |
| -------- | -------------------- | ----------------- | --------- | ----------- | ----------- | --------- | --------- | -------- | -------- | -------- |
| رباب سيد | -55 كغم [الإنجليزية] | خسرة 0_5 أوكرانيا | لم تتأهل  | لم تتأهل    | لم تتأهل    | لم تتأهل  | لم تتأهل  | لم تتأهل | لم تتأهل | لم تتأهل |

## مقالات ذات صلة
- الوطن العربي في الألعاب الأولمبية الصيفية 2012
- مصر في الألعاب البارالمبية الصيفية 2012